# 豆腐よう

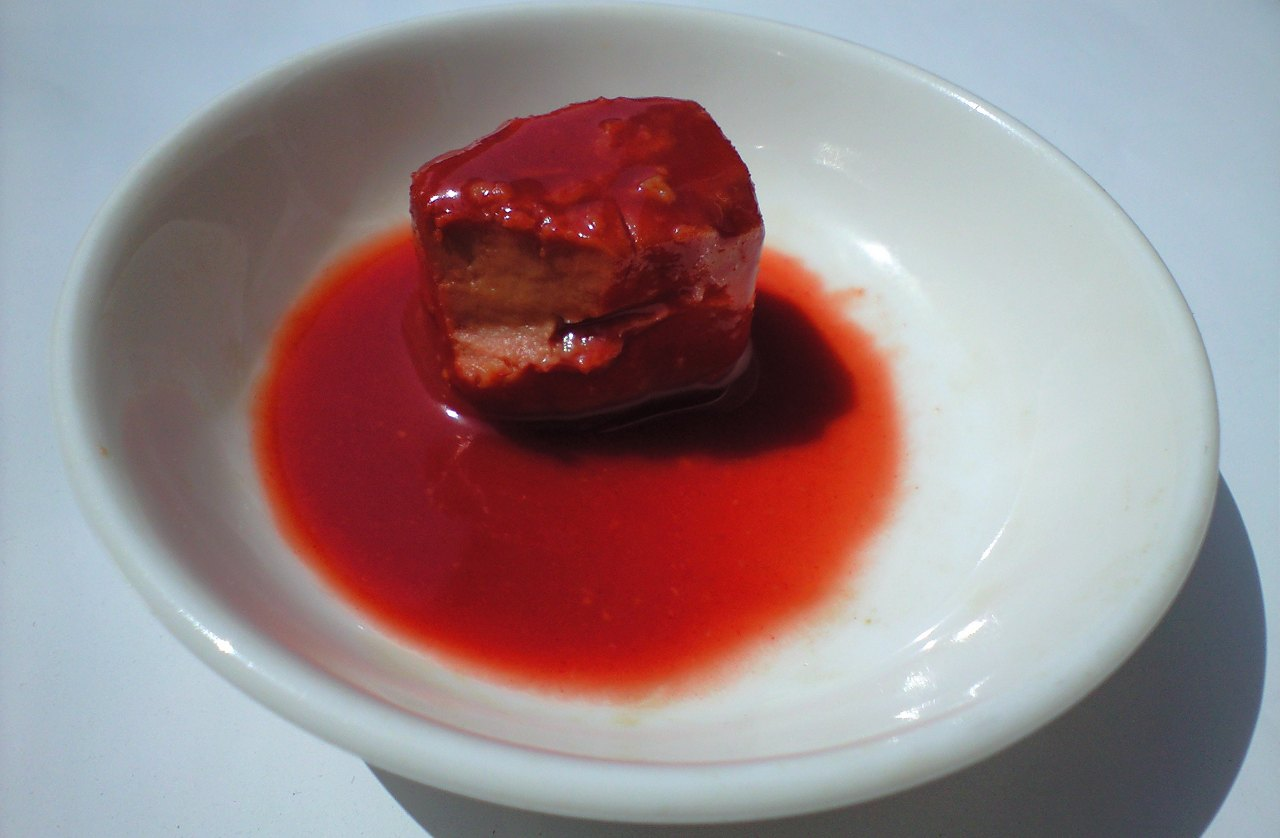
豆腐よう（赤い色は紅麹によるもの）

豆腐よう（とうふよう、豆腐餻）は、豆腐を使った沖縄の発酵食品である。

## 概要
島豆腐を米麹、紅麹、泡盛によって発酵・熟成させた発酵食品である。交易国家として栄えていた琉球王朝時代に明から伝えられた「腐乳」が元になったと言われている。中国・台湾の腐乳が雑菌の繁殖を抑えるために製造中に塩漬けにするのに対し、豆腐ようは沖縄で一般的であった泡盛漬けにすることが製法上の大きな違いで、豆腐ようの風味や食感に大きく影響する要因ともなっている。
中国から伝わった製法を元にした黄麹（主にコウジカビ（アスペルギルス属））で発酵させる黄色いものと、沖縄で発展した紅麹（主にモナスカス属）で発酵させる赤いものがあり、古来より慶事の時の祝い膳等の食材の着色に用いられていた紅麹を使ったものがより高級とされ、琉球王朝時代の上流階級で珍重された。発酵の効果で泡盛とエダムチーズを合わせたような味わいが特徴。練りウニに例えられることもある。より熟成が進んだものほど、豆腐の味はしなくなる。泡盛と共に供するのが最高の組み合わせといわれているが、ビールや焼酎などともよく合う。栄養価も高く、琉球王朝時代には、高貴な人々の間で病後の滋養食としても重宝されたという。タンパク質が多く、胃壁の保護作用がある。また、豆腐ように用いられる紅麹にはコレステロール合成阻害効果があるため、健康食品としての特色もある。
豆腐ようは、通常冬に製造される。固めの豆腐（一般的には沖縄豆腐）を切り、陰干しした後に泡盛、麹と合わせ、4～5か月ほど熟成して製造される。発酵中に、豆腐のたんぱく質が分解される。その分解物の中に、酵素が存在することが確認されている。いわゆる珍味として扱われることが多く、箸や楊枝で少量ずつそいで食べるのが良いとされる。
落語に登場する腐った豆腐とは別物である。
また、中国に豆腐ようのもととなった豆腐乳（ドウフールー）と呼ばれる食べ物がある。

## 歴史
- 以前 - 中国から黄麹を使った腐乳が伝来する（時期は不明）。
- 18世紀頃 - 中国の現福建省から中国冊封使により紅麹を使用した腐乳である「紅腐乳」が琉球に伝来する[2]。

琉球の宮廷料理人によって現在の豆腐ようの製法が改良され、宮中料理として確立する。
- 1818年 - 1816年に英国海軍将校のバジル・ホールが来琉した際、接待料理として振舞われた宮廷料理に豆腐ようが含まれていたことを「Account of A Voyage of Discovery to The West Coast of Corea, and The Great Loo-Choo Island in The Japan Sea (朝鮮半島西海岸及び日本海上大琉球探検航海記)」として著作[2]。
- 1832年 - 渡嘉敷通寛により「御膳本草」が著され、豆腐ようの特徴、栄養について記載[2][4]。
- 1969年 - 琉球王家第二尚氏子孫の尚順の言として、「松山王子尚順遺稿集」が発刊され、その中で中国の腐乳と沖縄の豆腐ようの違いについて語った記録がある。
- 1980年代 - 王家秘伝として製法が守られてきたが、安田らの研究によって[6]製法の工業化が推進された。